# 開成山大神宮
開成山大神宮（かいせいざんだいじんぐう）は福島県郡山市にある神社である。旧社格は県社。
伊勢神宮の分霊が奉納されているため、「東北のお伊勢さま」とも呼ばれる。拝殿にある神号は有栖川宮熾仁親王による書。

## 歴史
安積開拓の開拓民の精神的なよりどころにするため、福島県の典事の中條政恒が伊勢神宮の分霊の奉遷を神宮司庁へ働きかけた結果、1876年（明治9年）に認可がおりて創建。1873年（明治6年）当初は「遥拝所」として計画され、翌1874年（明治7年）10月までに本殿と拝殿が竣工した。
1875年（明治8年）12月3日、中條は地元から挙がってきた伊勢皇大神宮の御霊代を奉祭する神社建設の願書を教部大輔宛てに送付したが、教部省は神宮司庁へ認可を求めるように通達した。東京や横浜でさえ遥拝所であり、許可が容易に得られないと考えた中條は旧知の仲であった大教正・西涼寺雪辰に働きかけてもらい、神宮司庁から許可を得た。こうして1876年（明治9年）1月29日に太政大臣が認可し、8月4日に「開成山大神宮」の名称が決定した。地元では「岩代大神宮」を希望したが、「伊勢神宮」と同じように旧国名を冠することに政府が難色を示したため、「開成山大神宮」となった。
猪苗代湖から導水した安積疏水の起業式は1879年（明治12年）12月27日に挙行、通水式は1882年（明治15年）10月1日に岩倉具視右大臣ほか要人を招いて開成山大神宮で執り行われた。
1975年（昭和50年）には御分霊奉遷100年を奉祝して、伊勢神宮より遷宮の際の御用材の撤下を受けて現在の本殿が造営された。これに合わせて元の本殿は現在の場所へ移され、桑野宮となった。

## 境内
- 本殿 - 天照大御神、豊受大神、神倭伊波禮彦命を祀る
- 桑野宮 - 1875年（明治8年）に造営された旧本殿で、三神の荒魂を祀る
- 宝物殿 - 神宝の太刀「勝光」、槍「国綱」などを展示
- 御手洗場 - 伊勢神宮内宮付近の五十鈴川の御手洗場を模してせせらぎこみちに作られ、横には太鼓橋がかかる
- 阿部茂兵衛像 - 安積開拓に貢献した開成社初代社長の阿部茂兵衛の像
- 中條政恒翁頌徳碑 - 安積開拓の立役者中條政恒をたたえる碑で、碑文は大久保利通の長男利武、彫像は北村西望作

### 摂末社
- 開成山稲荷神社 - 農業、商業、興業や開運の守り神として倉稲魂神を祀る

## 文化財
- 太刀　勝光（市指定重要文化財）
- 槍　国綱（市指定重要文化財）

## 祭礼

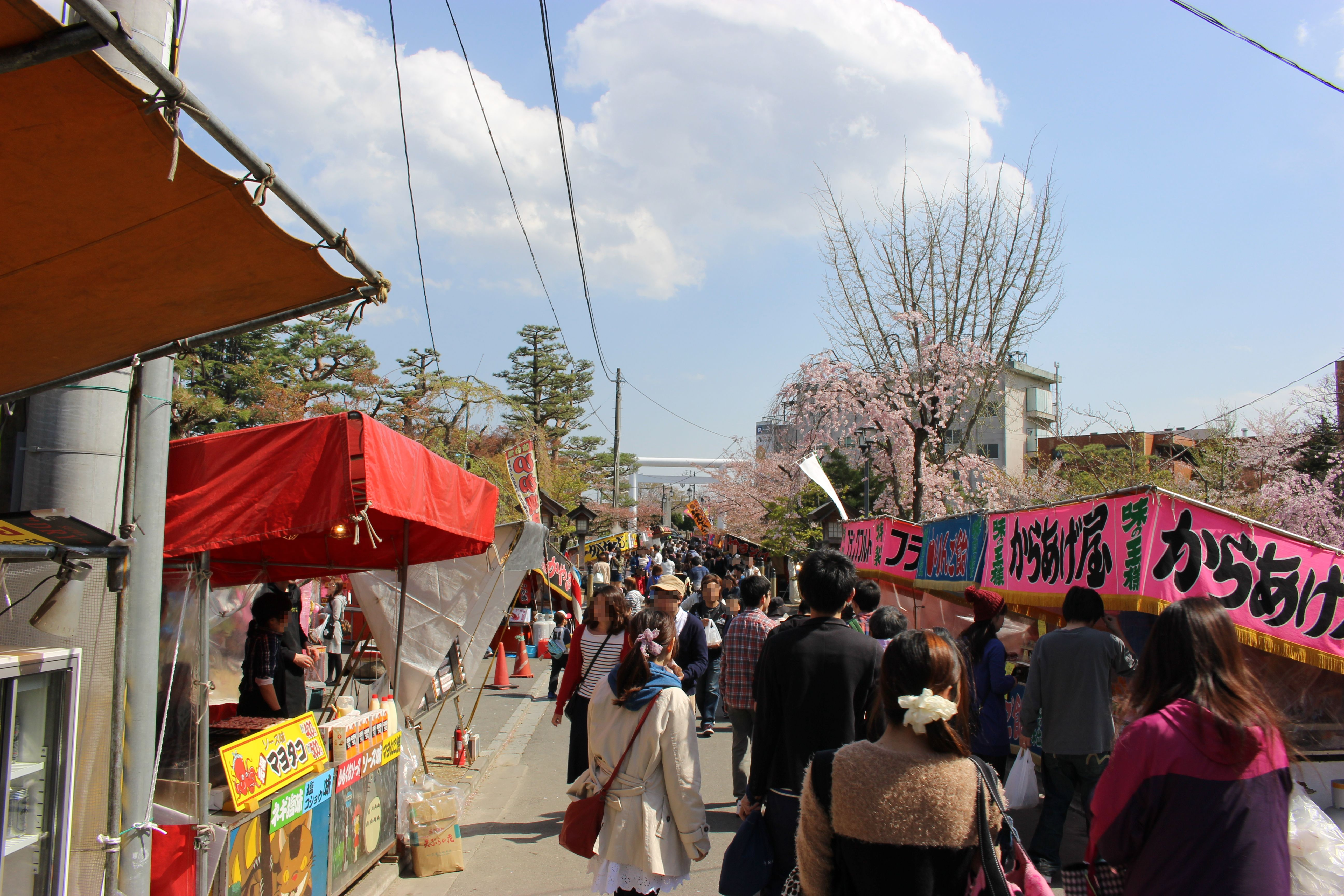
桜まつり時期の参道

### 桜まつり
4月の桜の開花時期に合わせて付近に設置されたぼんぼりが点灯し、隣接する開成山公園では桜のライトアップが行われる。これらに合わせ、4月22日の春季例大祭までの期間にかけて神楽や雅楽、「開成山太鼓」の奉納など様々な行事が行われ、参道には露店が並び、付近は見物客だけでなく花見に来た人たちも交じって賑わう。

### 夏まつり
7月末の土曜日または日曜日には夏祭りが行われ、参道に露店が並ぶ他、開成山太鼓の演奏や神社探検、消防車の公開などのイベントが行われる。

### 秋まつり
10月16日から17日にかけて、秋季例大祭などが行われる。また、その直後の土曜日と日曜日には、午前10時から神輿渡御が行われる。

## 交通

### 鉄道
- JR東日本各線「郡山駅」西口から9番バス乗り場より柴宮団地経由免許センター行、または市役所経由静団地行→「開成山」下車

### 乗用車
- 国道49号開成二丁目交差点付近（開成山公園に駐車場あり）